# Клан О'Бірне

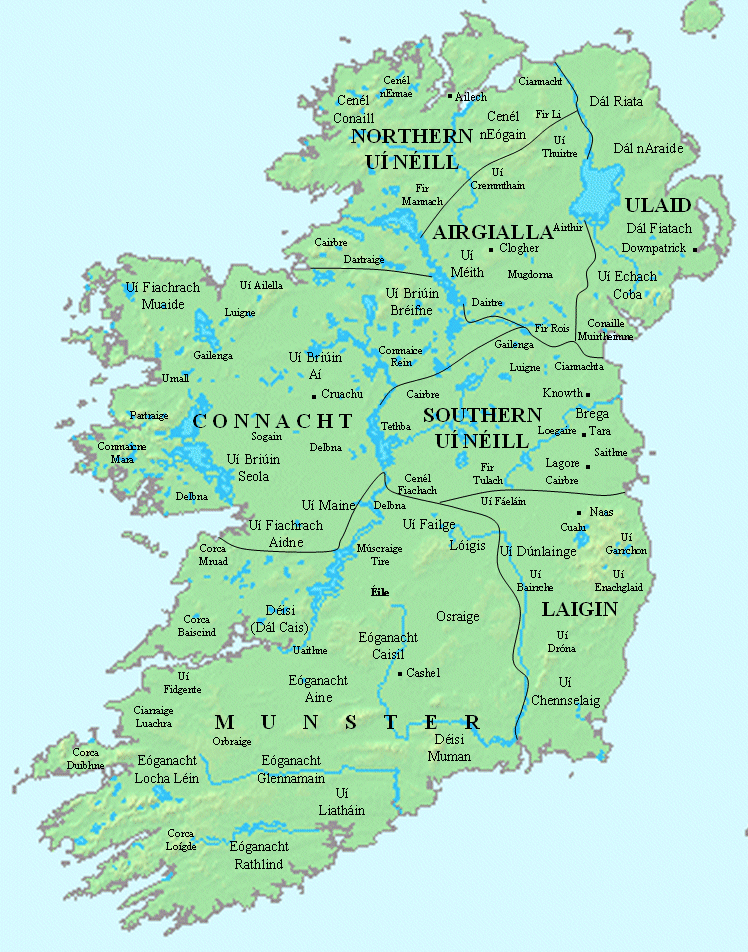
Племена, королівства, найбільші клани в Ірландії в ранньому середньовіччі біля 800 року.

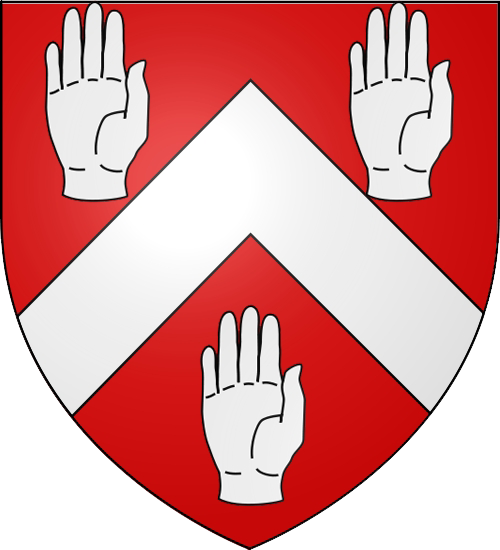
Герб вождів клану О'Бірне.

Клан О'Бірне (ірл. – Clan O'Byrne, Clann Ó Broin, Clann uí Bhroin) – О’Бірн, О’Бройн, ві Вройн - ірландський клан. 

## Походження та історія клану О'Бірне
Походить від короля Ленстеру Брана мак Мелморда (ірл. - Bran mac Máelmórda) з клану Ві Фелайн (ірл. - Uí Faelain), що виник як відгалуження клану Ві Дунлайнге (ірл. - Uí Dúnlainge). Перед англо-норманським вторгненням В Ірландію цей клан колонізував землі графства Віклов. 
Ця гілка давнього клану отримала назву О’Бройн (ірл. - Ó Broin), або Ві Бройн (ірл. - Uí Broin), або Бранай (ірл. - Branaigh). Клан контролював низку земель, зокрема територію Кріох Бранах (ірл. - Crioch Branach). 
Під час повстання Десмонда (ірл. – Desmond) у 1569 – 1573 та 1579 – 1583 роках в ірландській землі Манстер, військовий ватажок Х’ю О'Бірне (ірл. - Hugh O'Byrne) з клану О'Бірне підтримав повстання графа Десмонда за незалежність Ірландії і помер під час другого повстання. Його син – Фіах МакХ’ю О’Бірн (ірл. - Fiach McHugh O'Byrne) продовжив справу повстанців, став одним з лідерів повстання в Пейлі і разом з лордом Джеймсом Юстасом (ірл. - James Eustace), трьома віконтами Балтінгласами (ірл. – Baltinglass) продовжував військові діє на підконтрольній англійським загарбникам території. Англійським військам ніяк не вдавалось приборкати повстання. У 1579 році головнокомандувача англійськими військами Пелгема відкликали до Англії, а на його місце призначили графа Грея де Уїлтона (англ. - Grey de Wilton). Він вирушив походом на резиденцію лідера повстанців - Фіаха МакХ’ю О’Бірна через гори і долини графства Віклов. У густому лісі під Гленмелюр (ірл. – Glenmalure) повстанці влаштували засідку і 25 серпня 1580 року все англійське військо було розбите – англійська армія втратила більше 800 чоловік тільки загиблими. Потім Фіах МакХ’ю О’Бірн допоміг втекти з полону з Дублінського замку іншому лідеру повстанців - Х'ю Ро О'Доннеллу (ірл. - Hugh Roe O'Donnell) у 1591 році. Головною резиденцією повстанців був Баллінакор (ірл. – Ballinacor), що біля Гленмелюр. 
У 1595 році Баллінакор був захоплений англійськими військами Тюдорів, але пізніше повстанці на чолі з Фегом О’Бірном (ірл. -  Feagh) вигнали гарнізон і знищили фортецю. Фег пізніше був розбитий і вбитий загонами лорда Деп’юті в Фананерін 8 травня 1597 року. Його тіло четвертували, а голову виставили в дублінському замку на палі. Потім голову відправили до Англії. 
Фелім МакФіах О’Бірн (ірл. - Felim McFiach O'Byrne) – син Фега отримав підтвердження своїх прав на землі предків грамотою королеви Єлизавети, але потім ця грамота була визнана не дійсною указом короля Джеймса І. Фелім МакФіах О’Бірн був депутатом парламенту від графства Віклов в 1613 році. Він помер у 1630 році. 
Клан О’Бірне був близький за своїм походження і споріднений з кланом О’Тул. 

## Видатні та відомі люди з клану О’Бірне
- Артуро О’Бірн-Навіа (ірл. - Arturo O'Byrne-Navia) – Колумбійський лікар, професор в галузі токсикології.
- Брендан Каррол О’Бірн (ірл. - Brendan Carroll O'Byrne) – американський ветеран, герой книги про війну.
- Бріан Ф. О’Бірн (ірл. - Brían F. O'Byrne) (нар. 1967) – ірландський актор.
- Бріан О’Бірн (ірл. - Bryan O'Byrne) (1931 - 2009) – американський актор.
- Кахал О’Бірн (ірл. - Cathal O'Byrne) (1867 - 1957) – ірландський співак, поет, письменник.
- Чарльз Дж. О’Бірн (ірл. - Charles J. O'Byrne) (нар. 1959) – американський юрист.
- Давид О’Бірн (ірл. - David O'Byrne) (нар. 1969) – австралійський профспілковий діяч і політик.
- Емметт О’Бірн (ірл. - Emmett O'Byrne) (нар. 1973) – ірландський історик.
- Фергус О’Бірн (ірл. - Fergus O'Byrne) – канадський музики, виконавець народної ірландської музики та пісень.
- Фіах МакХ’ю О’Бірн (ірл. - Fiach McHugh O'Byrne) (1534 - 1597) – ірландський вождь, лідер повстання проти англійського панування за свободу Ірландії.
- Фелім МакФіах О’Бірн  (ірл. - Felim McFiach O'Byrne) (пом.1630) – ірландський вождь.
- Гай Бірн (ірл. - Gay Byrne) (нар. 1934) – ірландський диктор радіо і телебачення.
- Джон О’Бірн (ірл. - John O'Byrne) (1884 - 1954) – генеральний прокурор Ірландської вільної держави.
- Джустін О’Бірн (ірл. - Justin O'Byrne) (1912 - 1993) – австралійський політик.
- Мішель О’Бірн (ірл. - Michelle O'Byrne) (нар. 1968) – член асамблеї «Тасманійський Дім».
- Патрік О’Бірн (ірл. - Patrick O'Byrne) (нар. 1954) – новозеландський піаніст.
- Райян О’Бірн (ірл. - Ryan O'Byrne) (нар. 1984) – канадський хокеїст.
- Вільям О’Бірн (ірл. - William O'Byrne) (1908 - 1951) – британський спортсмен.
- Вільям Річард О’Бірн (ірл. - William Richard O'Byrne) (1823 - 1896) – ірландський біограф.